# بنكسية شاطئية
بنكسية شاطئية (الاسم العلمي: Banksia littoralis) هي نوع نباتي يتبع جنس البنكسية من فصيلة البروطية.